# Bujáki Zsófia
Bujáki Zsófia (Budapest, 2001. április 3. –) Londonban élő magyar színésznő, forgatókönyvíró, rendező és producer.

## Élete
Budapesten született, gyermekkorát Veresegyházon töltötte. 
Négy évig játszott Éli Nóra színművésznő színjátszó csoportjában. 13 évesen kezdett el forgatásokra járni. 2017 szeptemberében családjával Máltára költöztek, ahol kilenc hónapot töltött el. 
2020-óta Angliában él és tevékenykedik. Diplomáját 2023-ban szerezte, a southamptoni Solent egyetemen, filmkészítő-rendező szakon. 

## Pályafutása
Színészi pályája Ujj Mészáros Károly, az X – A rendszerből törölve című filmjével indult el, amelyben a főszereplő Balsai Móni lányát alakítja. Több hazai és külföldi produkcióban is szerepelt, köztük az Alvilág (2019) és A Tanár (2020) című RTL-es sorozatokban, valamint a Borderlands (2024) és a Halo (2022) című produkciókban is.
2020-ban költözött ki az Egyesült Királyságba, ahol a színészet mellett rendezéssel, forgatókönyvírással és producerkedéssel foglalkozik. Filmjei több külföldi díjat is nyertek. 

## Szerepei filmekben, sorozatokban
- X – A rendszerből törölve (2018) – Kati
- Alvilág (2019) – Natasa
- Csak színház és más semmi (2019)
- Treadstone (2019) – Lilah Conway
- A Tanár (2020) – Betty
- Baptiste (2021) - Receptionist
- Shadow and Bone (2021) - Soldier
- Halo (2022) - Villager
- Borderlands (2024) - Crimson Lance Soldier

## Rendezései
- Frequency (2023)
- Corpus (2023)
- The Callback (2022)

## Külső hivatkozások
- Bujáki Zsófi a port.hu oldalon
- Bujáki Zsófi az Internet Movie Database oldalán.